# August Eberhard von Georgii
Carl Friderich August Eberhard von Georgii (* 27. Juli 1768 in Mömpelgard; † 9. Mai 1826 in Mantua) war ein württembergischer Generalmajor.

## Leben
August Eberhard von Georgii war ein Sohn des württembergischen Regentschaftsrats Eberhard Gottlob von Georgii und dessen Ehefrau Catherine-Marguerite, geb. Duvernoy. Er besuchte die Hohe Karlsschule in Stuttgart  und war später österreichischer Brigade-General in Mantua und Festungs-Kommandant von Gaeta. Im Fünften Koalitionskrieg 1809 nahm er an den Schlachten von Eggmühl, Aspern und Wagram als Kommandant eines Grenadier-Bataillons teil.

## Auszeichnungen
- Großkreuz des Ordens di S. Giurgio della riunione
- Ritter des St. Mauritius- und Lazarus-Ordens
- Inhaber des preußischen Pour le Mérite